# Armia Rezerwowa (II RP)
Armia Rezerwowa – związek operacyjny Wojska Polskiego, utworzony w trakcie wojny polsko-bolszewickiej rozkazem Wodza Naczelnego marsz. Józefa Piłsudskiego z 25 maja 1920.

## Historia
Armia Rezerwowa, podobnie jak 7 Armia, miała pełnić funkcję odwodu Frontu Północno-Wschodniego oraz obserwować polsko-litewską linię demarkacyjną. Jednak w przeciwieństwie do niej, wzięła udział w walkach jako jedna formacja. Składała się głównie z oddziałów sformowanych w kraju, niebiorących wcześniej udziału w walkach polsko-bolszewickich.
I ofensywa Tuchaczewskiego (zwana też majową lub bitwą nad Berezyną) 14 maja 1920, odrzuciła siły polskie spod Połocka aż po jezioro Narocz. Wtedy NDWP postanowiło podjąć na początku czerwca kontruderzenie, które miało na celu okrążenie wroga (formacje skrzydłowe miały się spotkać w Dokszycach), a dowodzone było osobiście przez marsz. Józefa Piłsudskiego. Miały wziąć w nim udział 3 związki operacyjne (z czego 2 nowo sformowane):
| Formacja               | Skład                                  | Kierunek natarcia                |
| ---------------------- | -------------------------------------- | -------------------------------- |
| Armia Rezerwowa        | 5 DP, 8 DP, 11 DP, 16 DP, VII BR, I BJ | z Bracławia na południowy wschód |
| 1 Armia                | 1 DLB, 3 DPLeg., 8 DP                  | z Wilejki na północny wschód     |
| Grupa gen. Skierskiego | 2 DLB, 10 DP                           | z Łohojska na północ             |

Jednak na trasie natarć wojsk Skierskiego i Sosnkowskiego opór był zbyt silny, a na obszarze działań 1 Armii zbyt słaby, w wyniku czego wojska sowieckie wycofały się 8 czerwca z kleszczy nad Autę, a na całym obszarze białoruskim rozpoczął się miesiąc względnego spokoju. Grupę Skierskiego i Armię Rezerwową rozwiązano, a ich jednostki włączono do 1 Armii.
Ogólnie operacja zakończyła się połowicznym sukcesem, gdyż mimo zatrzymania i odrzucenia wojsk sowieckich wojska polskie wyczerpały wszystkie odwody, niezbędne do powstrzymania lipcowej ofensywy wojsk Frontu Zachodniego Tuchaczewskiego.

## Dowództwo i skład
dowódca – gen. por. Kazimierz Sosnkowski
- szef sztabu – ppłk Stanisław Burhardt-Bukacki
  - szef oddziału organizacyjnego – mjr (ppłk) Wacław Stachiewicz
  - szef oddziału Informacyjnego – Wacław Jędrzejewicz
  - szef oddziału operacyjnego – ppłk Władysław Bortnowski
  - szef oddziału zaopatrzenia – mjr SG Tadeusz Zwisłocki

OdeB AR:
- 5 Dywizja Piechoty tylko IX Brygada Piechoty
- 8 Dywizja Piechoty
- 11 Dywizja Piechoty
- 16 Dywizja Piechoty
- VII Brygada Rezerwowa
- 1 Brygada Jazdy